# Карађорђева шницла
Карађорђева шницла је један од најпознатијих специјалитета српске кухиње. У основи је то панирана пржена шницла, претходно пуњена кајмаком и умотана попут палачинке. За припрему овог специјалитета може се користити месо по избору, телеће или свињско. Шницла је добила име по Карађорђу, а рецепт је 1956. године осмислио данас познати београдски кувар Милован - Мића Стојановић, тада кувар у ресторану „Голф”.
Ова шницла се понекад шаљиво назива девојачки сан, због свог фалусоидног облика.

## Историја настанка јела
Карађорђева шницла је настала случајно, 1956. године, у београдском ресторану „Голф”. Осмислио ју је двоструки светски шампион у кувању Милован - Мића Стојановић. Наиме, једном приликом у ресторан је дошла стална гошћа, спикерка Радио Београда Тамара Броз, иначе снаја Јосипа Броза. Њено омиљено јело био је Кијевски котлет. У том тренутку кувар није имао све потребне састојке за ово јело - пилећа прса, путер и зачинске траве. Да не би покварио своју и репутацију ресторана морао је да импровизује. Искористио је шницлу коју је премазао кајмаком, умотао ју је као палачинку, панирао и испржио у уљу. Како није био посебно задовољан укусом, шницлу је прелио тартар сосом, украсио у облику ордена Карађорђеве звезде и лично послужио гошћи. Гошћи се јело веома допало и упитала је кувара како се зове, па је он име смислио у тренутку - Шницла Карађорђе.
Шницлу Карађорђе Стојановић је први пут презентовао тек 1967. године, на такмичењу кулинара иноватора у ресторану „Сунце” у београдском Дому омладине, када је овај специјалитет и добио данашње име Карађорђева шницла. Ово је била друга послератна кулинарска изложба. Прва је одржана у чувеном хотелу „Москва”. Сваки излагач морао је да се представи са два рецепта. Стари кувари јелима су давали стара имена, а Мића Стојановић је представио Карађорђеву шницлу и Гружанску кромпир чорбу, названу у част његовог родног места. Касније је, на својим бројним професионалним путовањима по свету, припремао Карађорђеву шницлу, како би је огласио.

### Милован - Мића Стојановић
Милован - Мића Стојановић рођен је 1935. године. Био је чувени београдски кувар, двоструки светски шампион у кувању. Има завидну каријеру дугу 50 година, а од 1956. до 1980. године био је лични кувар Јосипа Броза. По његовом мишљењу, препоруку за ово ангажовање дала је управо Тамара Броз, спикерка за коју је направио прву Карађорђеву шницлу. Радио је у многим чувеним југословенским ресторанима и хотелима, а после Титове смрти био је професор у средњој и вишој угоститељској школи. Касније је у Земуну отворио свој ресторан „Мићина домаћа кујна”, који данас води његов син Милан.
Осим Карађорђеве шницле Стојановић је осмислио оригиналне рецепте за више од 100 оригиналних јела. Већину до њих назвао је по српским крајевима и познатим личностима, чиме је промовисао гастрономске обичаје и културу српског народа. Написао је неколико књига о кулинарству.

## Оригинални рецепт за Карађорђеву шницлу
Варијација у припреми Карађорђеве шницле има неколико. Према изворном рецепту, за припрему би требало користити шницлу од телећег бута али се, због поштовања различитих религија, могу користити све врсте меса. Углавном се користи свињско, говеђе, па чак и пилеће месо. Месо се увије са кајмаком, а затим се умотана шницла уваља у брашно, прелије умућеним јајима и након тога се поспе презлама. Пржи се у дубљој посуди или фритези, и након отприлике двадесет минута спремна је за послуживање. Од маштовитости и укуса зависи како ће се украсити и послужити. Међутим, у многим ресторанима кувари данас код припреме овог јела воле да импровизују, па убаце киселе краставчиће, шунку, качкаваљ исл. Због тога је Стојановић желео да заштити овај рецепт. За разлику од многих других рецепата које је патентирао, са овим му то није успело, иако је више пута покушао. једно од образложења било је то да је Карађорђева шницла „уобичајени назив за уобичајену ствар”. Наиме, оригинална Карађорђева шницла специфична је по томе што је њен јединствени састојак – кајмак.
Састојци:
- месо по избору (свака шницла требало би да буде тежине око 200 г[3])
- зрели кајмак (млади се брже топи и има слабији укус)
- јаја
- презла
- оштро брашно
- со
- бибер

Припрема:
За Карађорђеву шницлу подједнако је исправно ако се користи и јунетина и свињетина. Најбоље би било користити филе као најмекше месо које се брзо пече али је довољно добро и месо бута које је одмашћено и са ког су отклоњене све жилице. Савршене би биле велике шницле, како би се све умотало у једном комаду, али ако то није могуће комади меса могу се причврстити заједно чачкалицама.
Рецепт каже да иде 200 грама најфинијег меса за шницле. Било ког, а најбоље је од филеа који је најмекши и нема жиле
Шницлу треба добро излупати тучком за месо, да буде што тања. Додатно треба истањити ивице, како би се би се лепше слепиле. Ако је шницла дебела месо може приликом пржења унутар ролата остати сирово. Зато шницла мора бити максимално танка и што правилнијег облика.
Излупано месо треба благо посолити, али се при томе мора водити рачуна и о сланости кајмака, како готово јело не би било преслано. Затим се поспе крупним свеже млевеним бибером па богато премаже кајмаком. Месо се затим урола као палачинка. Крајеве ролнице треба нагурати ка унутра да кајмак не би током печења исцурео. Кувари са мање искуства ролницу могу додатно причврстити чачкалицама.
Ролат се затим уваља у брашно, па у јаја, претходно улупана са прстохватом соли. На крају се све уваља у презле. Да би се добила дебља корица поступак панирања може се још једном поновити, али без брашна.
Овако припремљен ролат треба пржити у што више уља, на средње високој температури. Уколико са пржи на високој температури корица ће брзо попримити боју а месо ће изнутра остати сирово. Уколико је температура на којој се пржи прениска корица ће споро попримити боју, а месо ће упити превише уља и пуњење ће исцурети. Ролат треба пржити са свих страна док не поприми златно-смеђу боју. Готов ролат треба одложити на неколико слојева папирног убруса, како би се оцедио вишак уља.
Послуживање:
Карађорђева шницла украшава се тартар сосом или мајонезом и кришком лимуна одозго. Према речима самог аутора, „сервира се тако да шницла представља војника, онај мајонез што се прелива, представља ленту, а парче лимуна – то је Карађорђева звезда”. Према оригиналној замисли, као прилог уз Карађорђеву шницлу требало би сервирати кромпир и боранију. Међутим, многе ствари диктирају и гости ресторана, па се најчешће сервира само уз помфрит, мада и даље има оних којима више одговара траже барено поврће.